# Đầu Đồn Hà
Đầu Đồn Hà (chữ Hán giản thể: 头屯河区) là một quận thuộc địa cấp thị Ürümqi của Khu tự trị Tân Cương, Cộng hòa Nhân dân Trung Hoa. Quận Đầu Đồn Hà có diện tích 276 ki-lô-mét vuông. Dân số năm 2002 là 130.000 người. Về mặt hành chính, quận này được chia thành 5 nhai đạo: Đầu Đồn hà, Hỏa Xa Tây Trạm, Ngọc Gia Câu, Ô Xương Lộ, Bắc Trạm Lộ.